# Công ty tư vấn quản lý Camelot AG
Công ty tư vấn quản lý Camelot AG là một công ty tư vấn quốc tế tập trung vào Quản lý chuỗi cung ứng. 320 chuyên gia tư vấn làm việc trực tiếp cho Tư vấn quản lý Camelot và khoảng 1.400 chuyên gia tư vấn làm việc trong các tổ chức đối tác của Camelot tại tám văn phòng chi nhánh. Công ty tư vấn được thành lập vào năm 1996 và có doanh thu hàng năm là 54,5 triệu Euro. CEO của Camelot Management Consulting là Josef Packowski.
Trong số các khách hàng của Camelot Management Consulting có SAP, MAN, DHL, Lanxess, BMW và BASF.

## Dịch vụ
Công ty tư vấn quản lý Camelot chuyên về Quản lý chuỗi giá trị trong các ngành công nghiệp cốt lõi Hóa chất & Hóa dầu, Dược phẩm & Khoa học đời sống và Hàng tiêu dùng. Công ty kết hợp tư vấn quản lý và triển khai trong các lĩnh vực (trích): Quản lý chuỗi cung ứng, Quản lý tài chính & hiệu suất, Tìm nguồn cung ứng & Mua sắm, Hậu cần & phân phối, Quản lý dữ liệu chủ, Quản lý vận tải và Quản lý thông tin chiến lược.
Việc triển khai các chiến lược CNTT và công nghệ Chuỗi giá trị được thực hiện thông qua Camelot ITLab, một đơn vị tư vấn CNTT độc lập trong Tập đoàn tư vấn quốc tế Camelot. Camelot ITLab được thành lập năm 2007 và là một trong những công ty tư vấn kinh doanh cỡ trung hàng đầu tại Đức.
Thông qua Camelot ITLab Tư vấn quản lý Camelot có thể cung cấp một số dịch vụ đa ngành cho khách hàng của mình trong các lĩnh vực Kinh doanh thông minh, Quản lý quan hệ khách hàng, Quản lý vận tải, Quản lý chuỗi cung ứng và Quản lý dữ liệu chính. Từ năm 1996, công ty là một đối tác logo của SAP và từ năm 2007, Camelot là đối tác độc quyền của Trung tâm Xuất sắc SAP cho lĩnh vực hóa chất và dược phẩm và là Đối tác Phát triển của SAP.

## Kế hoạch chuỗi cung ứng LEAN
Công ty tư vấn quản lý Camelot đã phát triển phương pháp quản lý chuỗi cung ứng LEAN Lập kế hoạch chuỗi cung ứng. Ngày nay, chuỗi cung ứng toàn cầu trong các ngành công nghiệp chế biến không được trang bị cũng như không được sắp xếp để đối phó hiệu quả với thế giới VUCA mới. VUCA mô tả các điều kiện gia tăng sự thay đổi và không chắc chắn của nhu cầu, và sự phức tạp và mơ hồ của danh mục sản phẩm và mạng lưới chuỗi cung ứng mà các công ty hoạt động ngày nay. Khái niệm lập kế hoạch LEAN mới này dựa trên ba nguyên tắc trung tâm: Lập kế hoạch nhu cầu LEAN, Lập kế hoạch chuỗi cung ứng LEAN và Đồng bộ hóa từ đầu đến cuối của LEAN.
Công ty tư vấn quản lý Camelot không chỉ tạo ra mô hình lập kế hoạch chuỗi cung ứng mới này mà chuyên gia công nghệ trong Tập đoàn tư vấn Camelot - Camelot ITLab - cũng đã phát triển Suite Camelot LEAN được chứng nhận của SAP, cho phép các công ty tích hợp các nguyên tắc của Chuỗi cung ứng LEAN Lập kế hoạch vào các hệ thống ERP hiện có 

## Giải thưởng
Tư vấn quản lý Camelot đã nhận được một số giải thưởng trong những năm qua. Năm 2012 công ty tư vấn quản lý nhận được giải thưởng trong hạng mục "Supply Chain Management" trong cuộc thi "Best of Consulting" do tạp chí kinh doanh của Đức Wirtschaftswoche, vào năm 2013 các đối tác công nghệ Camelot ITLab đã vinh dự cho là tốt nhất "CNTT Quản lý Người hùng trong cuộc thi. Năm 2014, Camelot Management Consulting cũng nhận được giải thưởng của các brandeins trong cuộc thi ăn uống Best Best Berater 2014 (Tư vấn tốt nhất 2014). Năm 2013, Công ty tư vấn quản lý Camelot đã được trao giải Tư vấn hàng đầu là một trong những công ty tư vấn cỡ trung tốt nhất. Công ty Hochschule Bon-Rhein-Sieg đã trao tặng đơn vị Camelot ITLab 2014 với chứng nhận là Chuyên gia tư vấn hàng đầu cho một trong những công ty tư vấn CNTT tốt nhất. Vào năm 2014, Camelot ITLab cũng đã nhận được ĐỔI MỚI NÂNG CẤP-CNTT-Chuyên mục trong hạng mục Tốt nhất của ERP 2014.